# Rodoslovlje drevnih kineskih vladara
U ovom su članku iznijeta obiteljska stabla kineskih vladara prije vladavine cara Qin Shi Huangdija. Drevni su Kinezi vjerovali da su Kinom isprva vladali bogovi, koji su potom prepustili vlast ljudima.

## Pet careva
Kinezi su vjerovali da su nakon bogova Kinom isprva zavladali ljudi posebnih sposobnosti, koji su znani kao „Pet careva”. Ponekad se kralj Yu Veliki – osnivač dinastije Xije – smatra jednim od njih. Svi se drevni izvori slažu da je prvi car bio slavni Žuti Car, čiji su sinovi bili Shaohao – koji se ponekad smatra jednim od Pet careva – i Changyi. Shaohao je bio djed cara Kua, dok je Changyi bio otac cara Zhuanxua. Ku je vladao nakon Zhuanxua te je bio otac Hou Jija i Xiea te dvojice careva – cara Zhija i cara Yaoa, čije su se kćeri, Ehuang i Nuying, udale za cara Shuna, koji je bio potomak Zhuanxua.

## Dinastija Xia
Prvi vladar ove dinastije je bio kralj Yu Veliki, potomak Zhuanxua. Njegov je nasljednik bio njegov sin Qi, koji je bio otac Tai Kanga i Zhong Kanga, koji je bio otac Xianga. On je bio otac Shao Kanga, oca Zhua, oca Huaija, oca Manga, oca Xiea, koji je bio otac Bu Jianga i Jionga. Sin Bu Jianga bio je Kong Jia, dok je sin Jionga bio Jin. Kong Jia je bio otac kralja Gaoa, oca Faa, koji je bio otac zlog Jiea.

## Dinastija Shang
Ovu je dinastiju osnovao kralj Tang, potomak Xiea, koji je bio sin Kua. Tangovi su sinovi bili kraljevi Da Ding, Bu Bing i Zhong Ren. Od Da Dinga je potekao kralj Wen Ding, djed kralja Zhoua od Shanga, koji je svrgnut s prijestolja zbog iznimno loše vladavine.

## Dinastija Zhou
Osnivač dinastije Zhou je bio kralj Wu od Zhoua. Dinastija Zhou se dijeli na „Zapadni” i „Istočni Zhou”. Prvi kralj Istočnog Zhoua je bio Ping od Zhoua, a posljednji Nan od Zhoua.